# Heliotropium myosotifolium
Heliotropium myosotifolium là loài thực vật có hoa trong họ Mồ hôi. Loài này được (A.DC.) Reiche mô tả khoa học đầu tiên năm 1910.